# Joel Grey

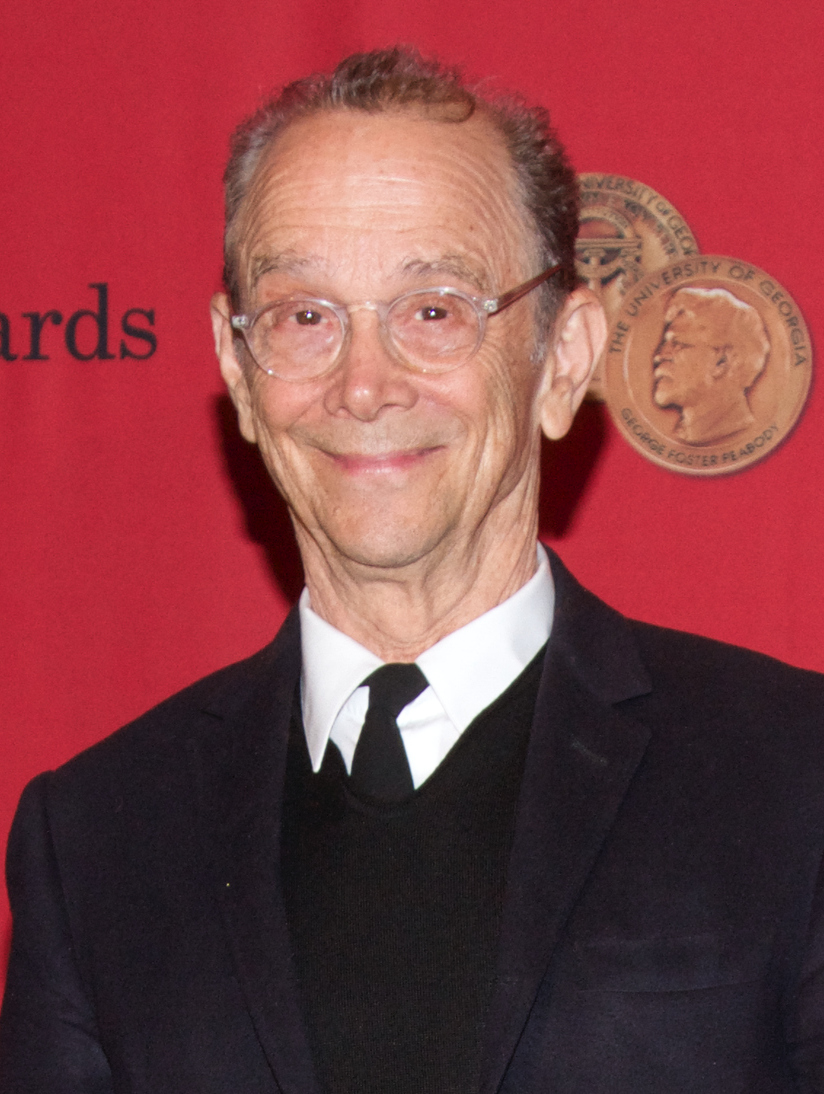
Joel Grey, 2014

Joel Grey, eigentlich Joel David Katz, (* 11. April 1932 in Cleveland, Ohio) ist ein US-amerikanischer Schauspieler und Sänger. Seine bekannteste Rolle ist die des Conférenciers in dem Musical Cabaret, für die er zunächst am Broadway 1967 mit dem Tony Award und dann für die Verfilmung 1973 mit dem Oscar ausgezeichnet wurde.

## Leben
Joel Grey wurde als Sohn des jüdischen Komikers Mickey Katz (1909–1985) geboren und stand erstmals mit zehn Jahren auf der Bühne. 1952 machte er sein Filmdebüt mit einer Nebenrolle im Film-Musical About Face an der Seite von Eddie Bracken. Seinen Durchbruch erlebte Grey allerdings am Broadway, wo er ab den 1950er Jahren in zahlreichen Produktionen spielte.
Berühmt wurde er durch die Rolle des Conferenciers im Musical Cabaret, welches 1966 seine Premiere feierte. Grey spielte diese Rolle zunächst am Broadway unter der Regie von Harold Prince und erhielt dafür den Tony Award. Danach spielte er den exzentrischen Conferencier auch 1972 in der gleichnamigen Verfilmung von Bob Fosse an der Seite von Liza Minnelli, wofür er wiederum den Oscar sowie den Golden Globe als Bester Nebendarsteller gewann. Damit ist Grey einer der acht Schauspieler, denen es gelang, einen Tony Award wie auch einen Oscar für ein und dieselbe Rolle zu gewinnen.
Joel Grey wirkte anschließend in zahlreichen Kinofilmen als Nebendarsteller mit, unter anderem 1976 in Herbert Ross’ Kriminalkomödie Kein Koks für Sherlock Holmes, 1985 als koreanischer Kampfmeister in dem Actionfilm Remo – unbewaffnet und gefährlich sowie 1991 in Steven Soderberghs Kafka-Filmbiografie Kafka. Im Jahr 2000 gehörte Grey neben der Popsängerin Björk und Catherine Deneuve zum internationalen Schauspielerensemble von Lars von Triers Film Dancer in the Dark, der bei den Filmfestspielen von Cannes die Goldene Palme erhielt.
Bereits seit den 1950er-Jahren ist Grey auch häufig als Fernsehdarsteller tätig gewesen. Er spielte Gastrollen in einigen der beliebtesten US-Fernsehserien ihrer Zeit, darunter 77 Sunset Strip, Muppet Show, Matlock, Star Trek: Raumschiff Voyager, Dr. House und Grey’s Anatomy. Einen besonders markanten Fernsehauftritt hatte er 1991, als er in der letzten Episode der Fernsehserie Dallas den Teufel darstellte. In der sechsten Staffel der Serie Oz – Hölle hinter Gittern hatte er 2003 eine feste Rolle als Insasse Lemuel Idzik.
Neben seinen Film- und Fernsehauftritten blieb Joel Grey weiterhin vor allem dem Theater verbunden. Er spielte die Hauptrolle des George M. Cohan in der Uraufführung des Broadway-Musicals George M!, was ihm eine weitere Nominierung für den Tony Award einbrachte. 2003 verkörperte er den Zauberer von Oz in dem Erfolgsmusical Wicked – Die Hexen von Oz an der Seite von Idina Menzel und Kristin Chenoweth. Darüber hinaus spielte er Amos Hart in Chicago, Joey Evans in Pal Joey sowie Moonface Martin in Anything Goes. 2018 übernahm Joel Grey die Regie einer jiddischsprachigen Bühnenadaption des Musicals Anatevka, die Preise gewann und seitdem mehrfach wieder aufgeführt wurde.

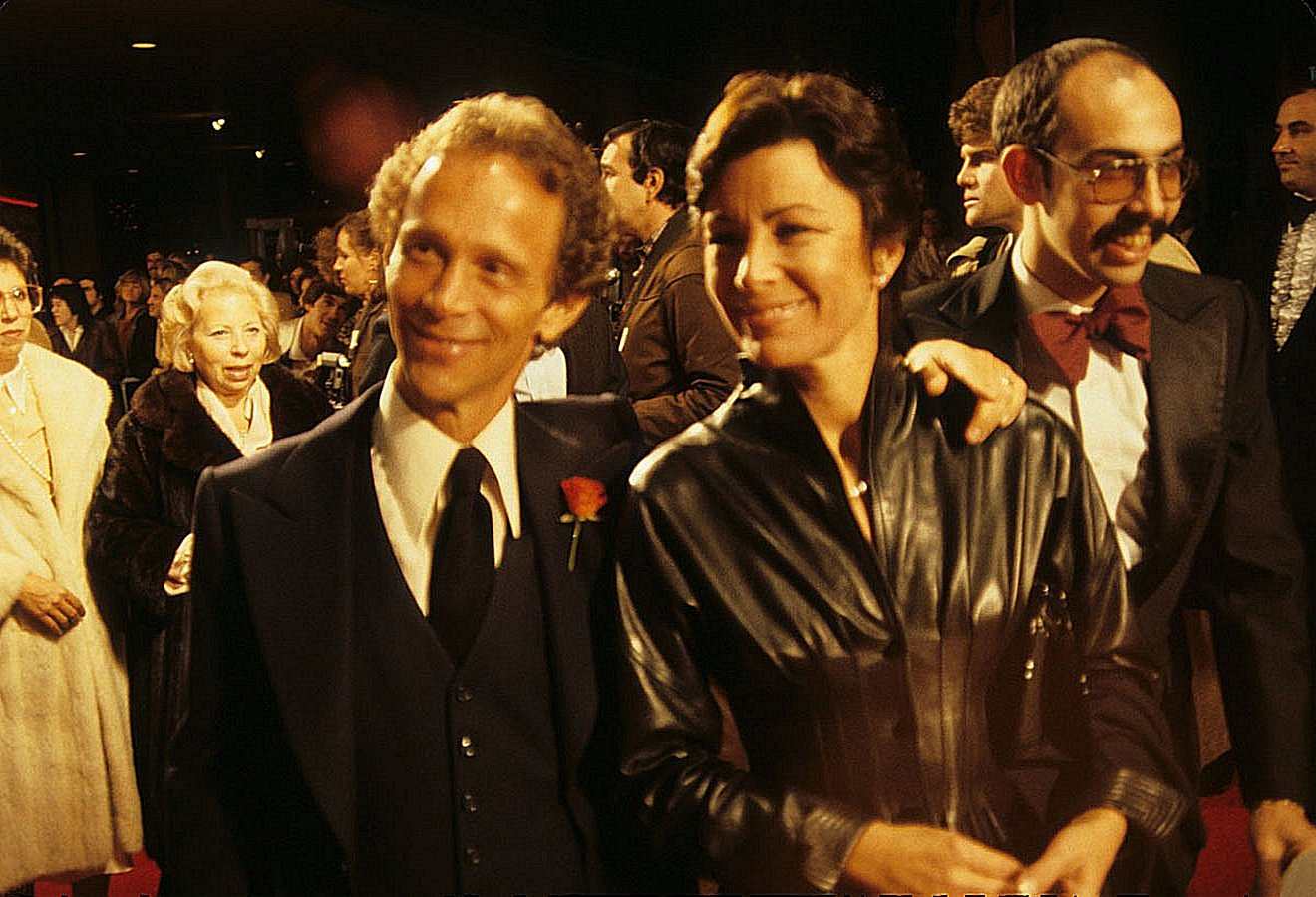
Joel Grey mit Ehefrau Jo Wilder (1979)

Sein jüngerer Bruder Ronald A. Katz war ein bedeutender Unternehmer und Erfinder. Joel Grey war von 1958 bis 1982 mit der Schauspielerin Jo Wilder verheiratet. Das Paar hat zwei Kinder, den Koch James Katz und die Schauspielerin Jennifer Grey. Im Januar 2015 outete sich der 82-jährige Schauspieler in einem Interview mit dem US-Magazin People als homosexuell. Er wohnt heute in einem Loft in West Village, Manhattan.

## Synchronisation
Joel Grey wurde bisher von folgenden Sprechern synchronisiert: Wolfgang Ziffer in Kein Koks für Sherlock Holmes und Star Trek: Voyager; Klaus Jepsen in Kafka; Friedhelm Ptok in Dallas; Peter Matić in Remo; sowie Peter Fricke in A Christmas Carol-Die Nacht vor Weihnachten.

## Auszeichnungen

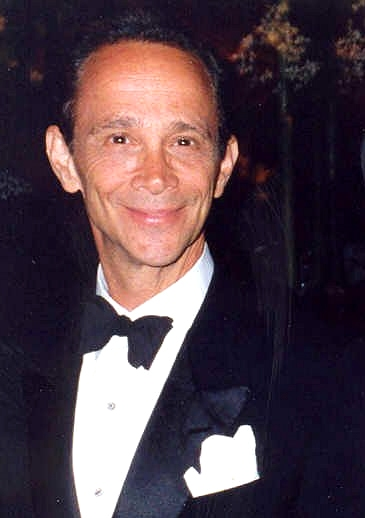
Joel Grey bei der Emmy-Verleihung 1993

- 1967: Tony Award als Bester Hauptdarsteller in einem Musical für Cabaret
- 1969: Nominierung für den Tony Award als Bester Hauptdarsteller in einem Musical für George M!
- 1972: Auszeichnung des National Board of Review als Bester Nebendarsteller für Cabaret
- 1973: Auszeichnung der National Society of Film Critics als Bester Nebendarsteller für Cabaret
- 1973: Golden Globe Award als Bester Nebendarsteller für Cabaret
- 1973: Oscar als Bester Nebendarsteller für Cabaret
- 1976: Nominierung für den Tony Award als Bester Hauptdarsteller in einem Musical für Goodtime Charley
- 1980: Nominierung für den Tony Award als Bester Hauptdarsteller in einem Musical für The Grand Tour
- 1985: Nominierung für den Saturn Award als Bester Nebendarsteller für Remo – unbewaffnet und gefährlich
- 1996: Drama Desk Award als Bester Nebendarsteller in einem Musical für Chicago
- 2023: Special Tony Award für sein Lebenswerk

Zu Ehren seiner Arbeit beim Theater wurde Joel Grey ein Stern auf dem Hollywood Walk of Fame bei der Adresse 6753 Hollywood Boulevard gewidmet.

## Theaterengagements am Broadway
- 1951: Originalbesetzung im Musical Borscht Capades
- 1956: Mitglied in der Sketch-Show The Littlest Revue
- 1961–1962: Originalbesetzung im Musical Come Blow Your Horn als Buddy Baker
- 1962–1964: Broadway-Uraufführung des Musicals Stop the World – I Want to Get Off als Littlechap
- 1965–1966: Musical-Komödie Half a Sixpence als Arthur Kipps
- 1966–1969: Originalbesetzung im Musical Cabaret als Zeremonienmeister
- 1968–1969: Originalbesetzung im Musical  George M! als George M. Cohan
- 1975: Originalbesetzung im Musical Goodtime Charley
- 1979: Originalbesetzung im Musical The Grand Tour
- 1987–1988: Revival des Musicals Cabaret als Zeremonienmeister
- 1996: Revival des Musicals Chicago
- 2003–2004: Original Broadwaybesetzung als Zauberer von Oz im Musical Wicked – Die Hexen von Oz
- 2011: Regisseur des Dramas The Normal Heart
- 2011–2012: Revival des Musicals Anything Goes

## Filmografie (Auswahl)
- 1952: About Face
- 1957: Calypso-Fieber (Calypso Heat Wave)
- 1960: Maverick (Fernsehserie, Folge Full House)
- 1960/1961: Lawman (Fernsehserie, 3 Folgen)
- 1961: 77 Sunset Strip (Fernsehserie, Folge Open and Close in One)
- 1961: Happy End im September (Come September)
- 1970: George M! (Fernsehfilm)
- 1972: Cabaret
- 1974: Der Mann auf der Schaukel (Man on a Swing)
- 1976: Kein Koks für Sherlock Holmes (The Seven-Per-Cent Solution)
- 1976: Buffalo Bill und die Indianer (Buffalo Bill and the Indians, or Sitting Bull’s History Lesson)
- 1976: Muppet Show (Gastauftritt)
- 1982: The Yeomen of the Guard (Fernsehfilm)
- 1985: Remo – unbewaffnet und gefährlich (Remo Williams: The Adventure Begins)
- 1991: Kafka
- 1991: Dallas (Fernsehserie, Folge Conundrum)
- 1991: Matlock (Fernsehserie, Folge The Critic)
- 1993: Musik des Zufalls (The Music of Chance)
- 1995: Star Trek: Raumschiff Voyager (Star Trek: Voyager, Fernsehserie, Folge Resistance)
- 1996: Mein Freund Joe (My Friend Joe)
- 1996: The Empty Mirror
- 1999: A Christmas Carol – Die Nacht vor Weihnachten (A Christmas Carol)
- 2000: Dancer in the Dark
- 2000: Fantasticks (The Fantasticks)
- 2001: Ein Hauch von Himmel (Touched by an Angel, Fernsehserie, 2 Folgen)
- 2001: Buffy – Im Bann der Dämonen (Buffy the Vampire Slayer, Fernsehserie, 3 Folgen)
- 2003: Oz – Hölle hinter Gittern (Oz, Fernsehserie, 6 Folgen)
- 2005: Alias – Die Agentin (Alias. Fernsehserie, 3 Folgen)
- 2005: Crossing Jordan – Pathologin mit Profil (Crossing Jordan, Fernsehserie, 1 Folge)
- 2006: Dr. House (House, M.D., Fernsehserie, Folge Informed Consent)
- 2007: Brothers & Sisters (Fernsehserie, Folge Love is Difficult)
- 2008: Choke – Der Simulant (Choke)
- 2009: Grey’s Anatomy (Fernsehserie, Folge New History)
- 2013: Warehouse 13 (Fernsehserie, Folge The Sky’s the Limit)
- 2014: CSI: Vegas (Fernsehserie, Folge Keep Calm and Carry-On)
- 2019: The Investigation: A Search for the Truth in Ten Acts
- 2021: Tick, Tick… Boom!
- 2022–2024: The Old Man (Fernsehserie, 4 Folgen)